# La Pia de' Tolomei
La Pia de' Tolomei est un tableau réalisé par le peintre britannique Dante Gabriel Rossetti en 1868-1880. De format horizontal, cette huile sur toile préraphaélite représente Pia de' Tolomei, une pieuse Siennoise que Dante Alighieri imagine rencontrer au Purgatoire, dans sa Divine Comédie. La jeune femme y figure assise au milieu de lierre dans le château de la Maremme où son mari l'a emprisonnée. Son modèle est l'épouse de William Morris, Jane, qui a avec l'artiste une relation adultère. Achetée en 1956, l'œuvre est conservée au Spencer Museum of Art de Lawrence, dans le Kansas, aux États-Unis.